# فلیکس سسوماگا
فلیکس سسوماگا (اسپانیایی: Félix Sesúmaga‎؛ ۱۲ اکتبر ۱۸۹۸ – ۲۴ اوت ۱۹۲۵) بازیکن فوتبال اهل اسپانیا بود.
از باشگاه‌هایی که در آن بازی کرده‌است می‌توان به باشگاه فوتبال بارسلونا و باشگاه فوتبال اتلتیک بیلبائو اشاره کرد.
وی همچنین در تیم ملی فوتبال اسپانیا بازی کرده‌است.